# SIRUTA
SIRUTA (rum. Sistemul Informatic al Registrului Unităților Teritorial - Administrative) je klasifikacija koju koristi Rumunski nacionalni institut za statistiku (NIS) za administrativno registrovanje teritorijalnih jedinica (ATU). Svaka ATU je jedinstveno identifikovana SIRUTA numeričkim kodom.
Registar teritorijalno administrativnih jedinca je struktuiran na tri nivoa koji korespondiraju sledećim tipovima teritorijalno aadministrativnih jedinica:
- okruzi (prefekture);
- opštine, gradovi;
- lokaliteti, sektori.

Registar se koristi u statistričkoj obradi, i usklađen je sa NUTS (engl. Nomenclature of Territorial Units of Statistics) kodifikacijom koja se koristi u Evropskoj uniji.

## Spoljašnje veze
- SIRUTA (prefecturabacau.ro/)